# 8695 Bergvall
A 8695 Bergvall (ideiglenes jelöléssel 1993 FW8) a Naprendszer kisbolygóövében található aszteroida. Az UESAC program keretében fedezték fel 1993. március 17-én.